# Bastipur (Siraha)
Pour les articles homonymes, voir Bastipur.
Bastipur (en népalais : बस्तिपुर) est un comité de développement villageois du Népal situé dans le district de Siraha. Au recensement de 2011, il comptait 6 361 habitants.